# Ada Air
 Ada Air Sh.p.k. (mã IATA = ZY, mã ICAO = ADE) là hãng hàng không của Albania, trụ sở tại Tirana và căn cứ chính ở Sân bay quốc tế Tirana Nënë Tereza. Hãng có tuyến đường thường xuyên từ Tirana tới Bari (Ý) cùng chở khách thuê bao và ban đêm chở hàng cho hãng DHL (Đức).

## Lịch sử
Ada Air được thành lập năm 1991, bắt đầu hoạt động từ ngày 3.2.1992. Hãng mở tuyến bay thường xuyên tới Bari (Ý) từ ngày 5.2.1992, nhưng mãi tới ngày 25.5.1992 mới được Hiệp hội Vận tải Hàng không Quốc tế (IATA) chấp nhận. Trước đây hãng đã từng có các tuyến bay tới Hy Lạp, (Ý), Kosovo và Cộng hòa Macedonia. Hiện nay hãng do Marsel Kendo (chủ tịch sáng lập) sở hữu 50% và Julien Roche (phó chủ tịch sáng lập) 50%.

## Các nơi đến
(Tháng 3/2007):
- Albania

- Tirana

- Ý

- Bari

## Đội máy bay
(Tháng 5/2007)
- 1 Embraer EMB 110P2

Máy bay ngưng hoạt động:
- 1 Fokker F100 (thuê của Montenegro Airlines)